# حمض البيروفسفوريك
حمض البيروفوسفوريك (أو حمض ثنائي الفوسفوريك) هو حمض أكسجيني للفوسفور صيغته H4P2O7، ويوجد على شكل صلب بلوري عديم اللون.
يطلق على أملاح هذا الحمض اسم بيروفوسفات، ومن الأمثلة عليها بيروفوسفات الصوديوم وبيروفوسفات ثنائي الصوديوم وبيروفوسفات الكالسيوم.

## التحضير
يحضر الحمض عبر ملحه الصوديومي، والذي يستحصل من تسخين فوسفات ثنائي الصوديوم:
{\displaystyle {\ce {2 Na2HPO4 -> Na4P2O7 + H2O}}}
ثم يمرر الملح على مبادل أيوني للحصول على الحمض.
كما يمكن أن تتم عملية التحضير من تفاعل حمض الفوسفوريك مع كلوريد الفوسفوريل:
{\displaystyle \mathrm {5\ H_{3}PO_{4}+POCl_{3}\longrightarrow 3\ H_{4}P_{2}O_{7}+3\ HCl} }

## الخواص
يوجد المركب في الشروط القياسية على شكل صلب بلوري عديم اللون، وهو ذو انحلالية جيدة جداً في الماء، ولكنه قابل للتحلل (حلمهة)، حيث يعطي محلوله المتوازن أحماض فوسفورية متعددة، منها حمض الفوسفوريك.
{\displaystyle {\ce {H4P2O7 + H2O <=> 2H3PO4}}}